# Municipio Monte Carmelo (Trujillo)
Monte Carmelo es uno de los 20 municipios que forman parte del Estado Trujillo en Los Andes de Venezuela. Su capital es la población de Monte Carmelo.

## Historia
Monte Carmelo florece unos trescientos años aproximadamente; ya que desde el año 1656 se conoce como asiento de encomenderos de la Corona española. Vale destacar que sus tierras pertenecieron al Alférez español Antonio Díaz Saldaña, de acuerdo a un título emitido por el gobernador Juan Pacheco Maldonado en virtud de que el padre del Alférez -de nombre Luís Díaz- sirviera a este último en probados servicios al Rey de España.
Iniciando el año 1675, el capitán Vázquez de Coronado remonta las márgenes del río Pocó con el propósito de fundar una comunidad como centro agrícola en las tierras asignadas a los padres jesuitas. La llamó San Jerónimo de Chapués. No obstante, este asentamiento sufre su primer traspiés puesto que el pirata francés Francisco Gramont de la Monte saliendo desde Europa, específicamente de Gibraltar con rumbo a Trujillo (1678) penetra el valle de Pico y saquea la reciente fundación de donde sustrae grandes cargamentos de cacao silvestre allí almacenados.
Para el año 1678, luego de la celada del francés; estas tierras pasaron a manos de los padres jesuitas y el incipiente pueblo fue llamado la Cartuja de Buena Vista. Así se mantuvo uno doscientos años hasta que el padre Francisco Antonio Rosario en una de sus peregrinaciones anuales trae consigo un retablo con la imagen de la Virgen del Carmen y lo deposita en la capilla levantada para oficiar las misas. Empezaron a llamarla la Virgen Carmelitana y poco después la Virgen del Monte Carmelo. Por referencia y veneración a su patrona el lugar es bautizado como Monte Carmelo en honor al sitio donde está enclavado el pueblo y con motivo de su elevación a parroquia civil en 1873, en conjunto con las aldeas San Antonio y la Mesa del Palmar.

### Inmigración

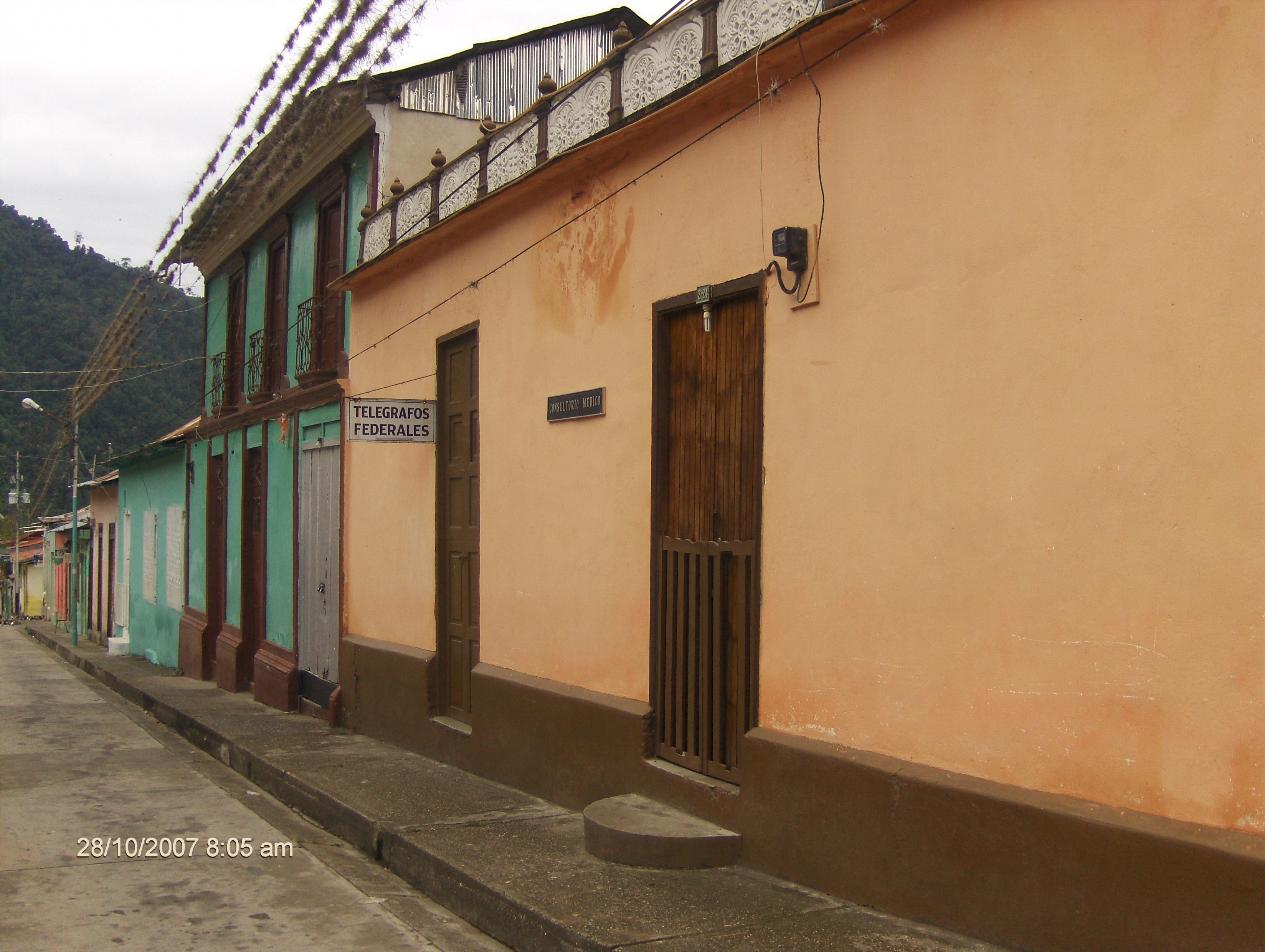
Fachada del Telégrafo de Monte Carmelo.

En 1870 se inicia una nueva etapa para Monte Carmelo. Comienza la inmigración con la llegada de la primera colonia italiana procedente de Isla de Elba y de otros lugares de Italia, entre ellos los Mazzei, Braschi, Armandi, Monzillo, Lacorte, Mazzarri, Paolini, Adriani, Mileo, Garbatti, Mannucci, Di Michelangelo, Serochi, Manzini, Anselmi, Berti, Changaroty, Gentile, Poggioli, Paoli y otros; trabajando a la par con los criollos establecidos para desarrollar actividades agrícolas y pecuarias, en función de las bondades que ofrecía esta localidad trujillana.
Es de hacer notar que Monte Carmelo fue uno de los primeros pueblos de la provincia venezolana que contó con energía eléctrica, gracias al empeño de estos trotamundos, los cuales por intermedio de sus parientes establecidos en tierras tan lejanas como Europa y los Estados Unidos de América conocieron de plantas eléctricas capaces de ofrecer este tipo de energía a remotas comunidades.

### Municipio autónomo
Hasta el año 1987, Monte Carmelo estuvo bajo la dependencia político-territorial del antiguo Distrito Escuque. Sin embargo, el 15 de octubre de ese año, la Asamblea Legislativa del estado Trujillo emitió un informe sobre la nueva conformación geopolítica de la entidad, otorgándole autonomía municipal y adscribiéndole el municipio foráneo Buena Vista. De este modo, Monte Carmelo pasó a formar parte del grupo de los primeros catorce municipios autónomos del estado, con autoridades propias y delimitación territorial definida.
Posteriormente, el 30 de enero de 1995, se publicó en la Gaceta Oficial del estado Trujillo la Ley de Reforma Parcial de la Ley de División Político-Territorial. En su artículo 6°, se estableció la división del estado en veinte municipios autónomos y noventa y tres parroquias, ratificando a Monte Carmelo como municipio autónomo. En esta nueva estructura, se le asignaron tres parroquias: Monte Carmelo, Buena Vista y Santa María del Horcón.

## Geografía
Está ubicado al oeste del estado e integrado por las parroquias Monte Carmelo, capital Monte Carmelo, Buena Vista capital Buena Vista y Santa María del Horcón capital Casa de Tablas su capital es Monte Carmelo. En su cordillera sur-oriental formada por los Páramos Tomón, Los Rivas, La Puerta, Siete Lagunas y Cheregûe tiene sus inicios las aguas de los ríos Buena Vista, Caus, Mimbós, Póco y El Charal.
Limita al Norte con las parroquias Santa Apolonia, La Ceiba y El Progreso del municipio La Ceiba; con las Parroquias Cheregue del municipio Bolívar; La Unión y Escuque del municipio Escuque; por el Este con las Parroquias Mendoza y La Puerta del municipio Valera; por el Oeste: ídem Sur, con los Estados Mérida y Zulia.
Tiene una extensión de 386 km², según estimaciones del INE su población para 2011 era de 15.846 habitantes.

## Cultura
Jesús de Nazareno de las raíces de Monte Carmelo:
Es maravilloso cuando un pueblo poco a poco se va convirtiendo en sujeto 
de su propio desarrollo por la esencia de su historia, con viviendas que al transitar del tiempo, fueron dejando un contenido de huellas en cada ser y en el florecer de este noble terruño, de gente que
Se caracteriza por el realce de sus virtudes y con las manifestaciones de fe hacia el Creador. Esta historia comienza por allá en los años 1940, cuando el medio de transporte de los carmelitanos eran los arreos de mulas, propiedad del Sr. Delfín González, Sr. Enrique Correa, Don Cecilio Quintero, Don Víctor Moreno, entre otros, se encargaban de trasladar a los pobladores hasta Mendoza Fría por la vía que conduce al Alto de Tomón. Desde hace más de 50 años, la devoción a Jesús de Nazareno se une estrechamente a la imagen aparecida, cuando uno de los arrieros consigue tres veces consecutivas la misma piedrecita incrustada en el casco de una mula, con gran asombro la guarda en su bolsillo, al llegar a casa la atesora como reliquia.Con el tiempo la piedrecita llega a manos de la señora Micaela Vieras que con su esposo Antonio Espinoza vivía en una humilde casita en el alto de Las Raíces, el cual se convierte en su custodia hasta el día de su partida a la gloria. Notó de manera sorprendente como la piedra crecía, se hacía más pesada y se detallaba claramente al Nazareno cargando la cruz, haciéndose más nítida y bella a través de los años. Solo la bendición del sacerdote hizo que la imagen dejase de crecer.
Para el año 1953 se funda la primera Sociedad organizada de Jesús de Nazareno de las Raíces, presidida por el Sr. Valdemar Jerez, Sr. Jesús Rivas (don Chuy), Sr. Manuel González, Sr. Metodio Albarrán y el Sr. Eustaquio Parra, bajo la supervisión del Padre Ferraro. Dos años más tarde levantaron la primera capilla que aún existe.
A finales del año 1989, la creencia de los monte carmelitanos, como fe, esperanza y cooperación comienzan a construir la hermosa capilla que hoy acoge al Sagrado Nicho de Jesús de Nazareno.
Así en lo alto del cerro de Las Raíces, para 1991, se levanta el majestuoso santuario, donde el último sábado de agosto de cada año, cientos de personas suben en peregrinación hasta la acogedora montaña que con la calidez de su clima y exuberante belleza da la bienvenida a los devotos que con alegría y entusiasmo reconfortan el espíritu, agradeciéndole a Dios Todopoderoso por los favores concedidos, celebrando la eucaristía y elevando una plegaria al cielo.

## Política y gobierno

### Alcaldes
| Período     | Alcalde                 | Partido político / Alianza | % de votos | Notas |
| ----------- | ----------------------- | -------------------------- | ---------- | --- |
| 1989 - 1992 | Jesus Manuel Artigas    | AD                         | 55,05      | Primer alcalde bajo elecciones directas |
| 1992 - 1995 | Jesús Manuel Artigas    | AD                         | 57,24      | reelecto |
| 1995 - 2000 | Antonio Ramón Hernández | AD                         | -          | Segundo alcalde bajo elecciones directas (se realizaron elecciones generales adelantadas en el 2000 debido a la aprobación de la Constitución de 1999) |
| 2000 - 2004 | Wuilmer Delgado         | AD                         | 47,46      | Tercer alcalde bajo elecciones directas |
| 2004 - 2008 | Wuilmer Delgado         | AD                         | 50,06      | Reelecto |
| 2008 - 2013 | Alexis Linares          | PSUV                       | 65,66      | Cuarto alcalde bajo elecciones directas (se postergan 1 año las elecciones municipales pautadas para finales del 2012)                                 |
| 2013 - 2017 | Alexis Linares          | PSUV                       | 56,68      | Reelecto |
| 2017 - 2021 | José Miguel García      | PSUV                       | 54,47      | Quinto alcalde bajó elecciones directas |
| 2021 - 2025 | Wuilmer Delgado         | PV                         | 65,57      | Sexto alcalde bajo elecciones directas |

### Concejo municipal
Período 1989 - 1992
| Concejales:             | Partido político / Alianza |
| ----------------------- | -------------------------- |
| Luis Enrique Ortiz      | AD                         |
| Idario Salas            | AD                         |
| Tereza Daboin           | AD                         |
| José Napoleón Ocando    | COPEI                      |
| Rafael Quintero Reinoso | COPEI                      |

Período 1992 - 1995
| Concejales:            | Partido político / Alianza |
| ---------------------- | -------------------------- |
| Pablo Linares          | AD                         |
| Jesús Albarrán         | AD                         |
| María Tereza Maldonado | AD                         |
| José Ramón García      | COPEI                      |
| Pedro Ocando Rondón    | COPEI                      |

Periodo 1995 - 2000
| Concejales:              | Partido político / Alianza |
| ------------------------ | -------------------------- |
| Zaida Torres de Baptidas | AD                         |
| Wuilmer Lucas            | AD                         |
| Adelis Albarrán          | AD                         |
| Manuel Arguello          | COPEI                      |
| Jesus Manuel Briceño     | MAS                        |

Período 2000 - 2005
| Concejales:          | Partido político / Alianza |
| -------------------- | -------------------------- |
| Manuel Simancas      | AD                         |
| Oswaldo Briceño      | AD                         |
| Felipe Artigas       | AD                         |
| Gerardo Salcedo      | MVR                        |
| Jesús Manuel Briceño | MAS                        |

Período 2005 - 2013
| Concejales:          | Partido político / Alianza |
| -------------------- | -------------------------- |
| Francisco Adriani    | MVR                        |
| Gregorio Ganzalez    | MVR                        |
| Alexis Linares       | MVR                        |
| Maria de Franco      | AD                         |
| Jesus Manuel Artigas | AD                         |

Período 2013 - 2018:
| Concejales         | Partido político / Alianza |
| ------------------ | -------------------------- |
| Emilio Vieras      | PSUV                       |
| Eduardo Teran      | PSUV                       |
| Yasmany Rivas      | PSUV                       |
| Elvis Nuñez        | PSUV                       |
| Luis Barrios       | PSUV                       |
| Orangel Torres (+) | PSUV                       |
| Yanelly Briceño    | MUD                        |

Período 2018 - 2021:
| Concejales      | Partido político / Alianza |
| --------------- | -------------------------- |
| Zorely Teran    | COPEI                      |
| Wuilmer Delgado | COPEI                      |
| Nilvia Teran    | COPEI                      |
| Tibisay Mendoza | COPEI                      |
| Oswaldo Briceño | COPEI                      |
| Jesús Rivera    | PSUV                       |
| Elvis Nuñez     | PSUV                       |

Período 2021 - 2025
| Concejales           | Partido político / Alianza |
| -------------------- | -------------------------- |
| Jean Briceño         | PV                         |
| Teinaldo Nelo        | PV                         |
| Nilvia Teran         | PV                         |
| Rafael Rivero        | PV                         |
| Yeris Ramírez        | PV                         |
| Diego González       | PV                         |
| Yusleidy Castellanos | PSUV                       |